# Ован (астролошки знак)
Ован (♈; лат. Aries) је први астролошки знак у Зодијаку, који се простире у првих 30 степени еклиптичког координатног система (0°≤ λ <30º). По тропском зодијаку, Сунце прелази овај знак између 21. марта и 19. априла. Тај временски рок управо представља вријеме трајања првог мјесеца соларног хиџри каледнара (Фарвардин). По сидералном зодијаку, Сунце прелази овај знак између 15. априла и 15. маја (приближно). Симбол Овна се заснива на Кризомалу, летјећем овну који је има Златно руно.
По тропском систему астрологије, Сунце улази у знак Овна на дан прољећне равнодневнице, 21. марта. Пошто Земљи треба приближно 365,25 дана да би обишла око Сунца, вријеме равнодневнице није исто сваке године, и обично се јавља 6 сати раније сваке године, са тим да се помјера дан уназад сваке преступне године. Од 1900. датум прољећне равнодневнице се кретао од 20. марта у 8 часова (2000) до 21. марта у 19 часова (1903).
Појединци рођени између ових датума, у зависности који систем астрологије користе, могу се назвати Овновима.
Ован је дневна кућа Марса, егзалтација Сунца, изгон Венере и пад Сатурна.